# Приключения в Изумрудном городе
«Приключения в Изумрудном городе» — российский рисованный мультфильм, снятый по первым двум книгам Лаймена Фрэнка Баума о Стране Оз — «Удивительный волшебник из страны Оз» (1900) и «Чудесная Страна Оз» (1904) — студией «Мельница» в 1999—2000 годах. Его выход был приурочен к 100-летнему юбилею с выхода оригинальной сказки.
1—2 серии являются слиянием первой книги с литературной обработкой Александра Волкова, а 3—4 серии — экранизацией второй книги. Это первый проект студии «Мельница», сделанный по заказу «НТВ-кино». Изначально планировалось экранизировать все 14 книг Баума, но после выпуска 4 серий производство было заморожено.

## Сюжет

### 1 серия. «Серебряные туфельки» (1999)
В Волшебной стране Злая Ведьма Востока спрашивает у хрустального шара свою судьбу. Шар сообщает, что её погубит девочка Долли, живущая в Канзасе, с помощью своего домика. Ведьма решает расправиться с ней и вызывает сильный ураган. Долли — сирота, живущая с тётей и дядей. В Канзасе начинается непогода, и тётя Эм зовёт Долли спрятаться в погреб, который расположен под фургоном, где они живут. Но пёсик девочки Тотошка прячется под кровать, Долли пытается достать его, и внезапно ураган подхватывает фургон.
Ведьма довольная выходит из своей пещеры, но тут на неё падает фургон (как и было предсказано). Когда Долли просыпается, её встречает Добрая Северная Фея, которая рассказывает ей о Волшебной стране. Тотошка изумляет Долли тем, что начинает говорить, и Фея поясняет, что здесь говорят все животные. Серебряные башмачки погибшей Ведьмы Востока переносятся на ноги Долли. Северная Фея предупреждает, что они обладают неизвестными волшебными свойствами, и советует пойти дорогой из жёлтого кирпича к Великому Волшебнику в Изумрудный Город — он самый могущественный волшебник в их стране и может вернуть Долли домой.
По дороге Долли встречает пугало Страшилу. Тот рассказывает, что мечтает получить себе мозги, и они продолжают путь вместе. Вскоре они знакомятся с Железным Дровосеком, заржавевшим посреди леса. Смазав его из маслёнки, друзья узнают, что он хочет себе сердце, и тоже берут его с собой. Дальше на них нападает Лев, но он быстро признаётся, что он трус и хочет стать смелее. Тогда Долли опять предлагает ему идти в Изумрудный Город с ними, чтобы Волшебник исполнил все их желания.
Вскоре друзья преодолевают пропасть, однако на той стороне обитают Зубарсы — жуткие ящероподобные существа. С наступлением ночи три Зубарса догоняют путешественников, и Страшила предлагает перерубить дерево, чтобы использовать его в качестве моста через вторую пропасть. Все перебираются по нему, пока Лев пытается напугать Зубарсов. В конце Железный Дровосек уничтожает мост, и два Зубарса падают в пропасть. Третий же остаётся на другом конце обрыва. Дальше друзья попадают на поле с сонными маками. В результате Долли, Тотошка и Лев засыпают. Страшила и Дровосек выносят девочку и пёсика, но они не знают, как быть со Львом. Тут Дровосек спасает от кота Королеву полевых мышей, и Страшиле в голову приходит идея — он просит Дровосека сделать тележку, а мышей впрячь в неё. После спасения Льва путешественники плывут по реке. Страшила случайно застревает посередине реки, и его спасает Аист. На новом берегу становится понятно, что они уже дошли до Изумрудного города.

### 2 серия. «Тайна Великого волшебника» (1999)
У ворот Изумрудного Города стражник заставляет путешественников надеть зелёные очки, чтобы сияние изумрудов не ослепило их. Потом они проходят во дворец. Первой в тронный зал идёт Долли, и Великий Волшебник предстаёт перед ней в виде живой бестелесной головы. Долли рассказывает, как получилось, что она попала сюда и стала обладательницей серебряных туфелек. Волшебник требует, чтобы она победила Злую Западную Ведьму, и тогда он вернёт её в Канзас. Перед Страшилой Волшебник предстаёт прекрасной куклой-марионеткой, перед Дровосеком — чудовищем, а перед Львом — огненным шаром. Всем им он даёт то же задание.
На следующий день друзья отправляются в путь. Когда они доходят до Западной страны, Ведьма Запада посылает против них волков. Железный Дровосек отрубает им хвосты, и волки убегают прочь. Тогда Ведьма натравливает на них ворон, но их побеждает Страшила. Ведьма прибегает к крайним мерам и вызывает Летучих обезьян при помощи Золотой Шапки. Обезьяны разбирают Страшилу и Дровосека на части, а Долли, Лев и Тотошка попадают в плен. Ведьма делает Долли служанкой и пытается уморить Льва голодом, но Долли тайком носит ему еду. Спустя время Ведьма решает забрать у Долли серебряные туфельки. Ей удаётся отнять одну туфельку, и Долли случайно обливает её водой. Из-за этого Ведьма Запада бесследно растаивает. Свободные Мигуны дают Долли Золотую Шапку, которая позволяет её владельцу трижды вызвать Летучих обезьян. Сначала Долли просит их найти останки Страшилы и Дровосека, и Мигуны восстанавливают их. Вторым желанием Летучие обезьяны относят друзей в Изумрудный город.
Во дворце компания Долли обнаруживает, что Великий Волшебник на самом деле циркач из Канзаса — земляк девочки, которого когда-то принесло в страну Оз на воздушном шаре. Также он открывает секрет: Изумрудный город не сделан из изумрудов, просто он так выглядит из-за зелёных очков. Тем не менее, Волшебник исполняет желания друзей: вкладывает в голову Страшиле иголки и булавки, Дровосеку вставляет сердце, набитое опилками, а Льву даёт испить «смелости» из чаши. Долли Волшебник показывает воздушный шар и предлагает вместе с ним вернуться на нём в Канзас. Вместо себя он оставляет править Страшилу. Но во время отлёта верёвка рвётся, и воздушный шар с одним лишь Волшебником уносит прочь ветром. Долли не знает, что делать, и стражник предлагает друзьям лететь к Глинде, Доброй Южной Фее. Последним желанием Летучие обезьяны относят их к Глинде, которая рассказывает о волшебной силе туфелек. Если стукнуть ими друг о друга, то они перенесут куда угодно. Долли прощается со Страшилой, Дровосеком, Львом и Глиндой, берёт Тотошку на руки и использует туфельки. Через мгновение она, теряя исчезнувшие туфельки, оказывается в Канзасе, где ей навстречу бегут дядя Генри и тётя Эм.

### 3 серия. «Козни старой Момби» (2000)
В Розовой стране, где правит Добрая Южная Фея Глинда, она узнаёт с помощью Книги Событий последние новости Волшебной страны. В другом месте ведьма Момби опекает мальчика-сироту по имени Топ, которого она заставляет работать. Она идёт к Кривому колдуну и просит оживительный порошок, а после отказа крадёт его. Топ тем временем делает пугало. Вечером Момби возвращается и решает проверить на пугале порошок. В результате Тыквоголовый Джек оживает. Момби готовит зелье, чтобы Топ слушался её абсолютно во всём, но Топ отказывается принимать это зелье, и тогда Момби сажает его в сарай. Ночью Топ убегает с помощью добродушного Джека, который считает его как создателя своим папой. Утром Момби обнаруживает бегство Топа и пускается в погоню. Топ и Джек понимают, что вместо соли случайно захватили оживительный порошок, и неожиданно оживляют козлы. Из-за их быстрой скачки (козлы называют себя конём) Топ сваливается с них, и Джек один прибывает в Изумрудный город. Топ попадает в плен к генеральше Джинджер, которая ведёт армию девушек на Изумрудный город. Они хотят покорить всех мужчин и заставить их работать вместо себя. Джек успевает породниться со Страшилой, который также когда-то был пугалом. В этот момент в город врываются девушки, круша всё на своём пути. Момби идёт сюда по следу Топа, но он прячется во дворце. Момби и Джинджер соглашаются работать сообща.
Страшила предлагает захватить предводительницу девушек в плен, тем самым заставив их сдаться. По недоразумению он, Джек и страж ворот хватают Топа и знакомятся друг с другом. Глинда видит всё это через свою книгу и решает послать подмогу. Она берёт ползающего по страницам Жука-Кувыркуна, увеличивает его и поручает доставить Страшиле волшебную пилюлю. В это время друзья уезжают на Деревянном Коне (козлах) из Изумрудного города в Западную страну, чтобы воссоединиться с Железным Дровосеком. Дровосек теперь стал императором Мигунов, и, узнав, что Изумрудный город захвачен, он сразу же с готовностью присоединяется к друзьям. Момби чувствует это и предупреждает Джинджер. Та велит остановить их, и с помощью колдовства Момби ломает Коню ногу. Появляется Жук-Кувыркун и передаёт им от Глинды волшебную пилюлю, способную выполнить любое желание, но лишь одно. Её глотает Железный Дровосек, и все начинают рассуждать, что им нужно. Тут Железный Дровосек говорит, что, если бы с ними была Долли, она бы решила, что делать. Его желание тут же исполняется, и сюда переносится Долли. Она приветствует старых и новых друзей, после чего спрашивает про Смелого Льва. Страшила объясняет, что тот наводит порядок в царстве зверей. У него возникает идея, как починить Коня — приделать ему ногу Джека, который всё равно едет верхом. Джек не возражает, и Конь снова получает возможность ходить. Момби, узнав, что Долли вернулась, грозится жестоко отомстить ей за своих побеждённых сестёр — злых Ведьму Востока и Ведьму Запада. Друзья отправляются в Изумрудный город.

### 4 серия. «Принцесса Озма» (2000)
Глинда снова заглядывает в Книгу Событий. Изумрудный город пал под натиском девушек, а Джинджер заняла престол. К ним присоединилась и Момби. Друзья Долли подходят к полю подсолнухов, и у всех, кроме Джека, начинают кружиться головы. Топ догадывается, что это дело рук Момби, и Джек предлагает всем закрыть глаза и держаться за него. Поняв, что это всё мираж, они преодолевают это препятствие. Следующий мираж — огненная стена, но и её они проходят. Они попадают в незнакомое место к дубу, сбившись с пути. Заметив здесь мышиные норы, друзья зовут Королеву мышей, и она провожает их до Изумрудного города. Узнав об этом, Момби предлагает Джинджер устроить засаду. Королева мышей прощается с путниками, но Страшила просит на время одолжить некоторых её подданных. Во дворце они угождают в ловушку, Джинджер собирается учинить над всеми расправу, и ситуацию спасает то, что из-под одежды Страшилы появляются мыши. Вся армия девушек во главе с Джинджер и Момби пугается и убегает на улицу. Страшила предлагает улететь по воздуху, и для этого друзья собирают летательный аппарат из подручных средств. Пока Джинджер осаждает дворец, планируя взять пленников измором, Момби обращается к подземному королю, выпросив у него превращательный табак и украв глаз-алмаз, через который можно видеть всё, что захочешь. Однако Долли и остальные уже заканчивают Рогача — летательный аппарат из головы лося, дивана и листьев фикуса, — посыпают его последними крохами оживительного порошка и улетают сквозь окно.
Друзья летят в Розовую страну, но по пути терпят крушение в горах. Тем не менее, на рассвете они добираются до Глинды. Глинда рассказывает, что последний законный правитель Волшебной страны был убит на охоте Злыми Ведьмами, а его дочь, принцесса Озма, в тот же день бесследно исчезла. К сожалению, в Книге Событий не написано ни слова о её дальнейшей судьбе. Тут Жук-Кувыркун замечает, что они кое-что упустили: когда Ведьмы Запада и Востока делили между собой власть, их третьей сестры, Момби, при этом не было. Зато её видели в Изумрудном городе в тот день, когда исчезла принцесса. Из этого Жук-Кувыркун делает вывод, что Момби могла украсть её. Все, в том числе Глинда, летят обратно в Изумрудный город, чтобы узнать подробности лично от Момби.
В Изумрудном городе друзья ловят и допрашивают Момби. Она пытается увильнуть от ответа и сбежать, но ей не дают это сделать. Джинджер тихонько приказывает своей армии уйти, так как «с Глиндой шутки плохи». Когда Глинда снова спрашивает ведьму, где принцесса Озма, Момби указывает на Топа. Топ смеётся, но Глинда видит, что Момби говорит правду. Ошеломлённый Топ не может поверить, что он и есть принцесса. Страшила спрашивает у Момби, зачем она превратила Озму в мальчика, и Момби рассказывает, что благодаря этому её никто не нашёл. Если бы Топ стал полностью подчиняться Момби (для этого она и пыталась перед его побегом дать ему зелье), она бы снова представила всем законную принцессу и правила бы от её имени. Глинда обещает никак не наказывать Момби, если она расколдует принцессу, но предупреждает, что это будет её последнее колдовство. Момби начинает юлить, говоря, будто забыла, как это сделать, но из её кармана случайно выпадают превращательный табак и глаз-алмаз. Топ нюхает этот табак и перевоплощается в Озму, а пока все смотрят на это, Момби незаметно убегает.
В Изумрудном городе проходит торжественная коронация принцессы Озмы. Страшила отдаёт принцессе королевский медальон, а Глинда вручает ей глаз-алмаз, когда-то похищенный у её отца. Теперь Озма может видеть в нём всё, что пожелает. Страшила и Железный Дровосек решают вместе вернуться в страну Мигунов. Озма не знает, как отправить Долли домой, и боится, что даже Глинда не в силах ей помочь. Но тут Рогач вызывается долететь до Канзаса вместе с Долли. Жук-Кувыркун предупреждает, что там он потеряет волшебные свойства. Впрочем, Рогач готов на всё, только бы не оставаться больше летающей мебелью. Долли прощается с друзьями и улетает верхом на Рогаче домой в Канзас.

## Отличия от книги
- Калидасы и зубарсы значительно отличаются друг от друга.
- Долли присутствует в 3-й и 4-й сериях, относящихся ко второй книге, в которой Дороти не появляется.
- Момби спускается в подземелье к королю Руггедо за глазом-алмазом и превращательным табачком. Появление этого персонажа отсылает к последующим сериям, которые так и не были выпущены.
- Во второй книге не упоминается, что Момби была сестрой Восточной и Западной ведьм. Это отсылка к книге Александра Волкова, где злые волшебницы Гингема и Бастинда — сёстры (там же Момби отсутствует).
- Добрая фея Глинда дарит принцессе Озме глаз-алмаз.
- Заклинание с «Вью, Тью, Пью» изменено на «Вау, Ноу, Хау».
- Рогач отвозит Долли в Канзас.
- В книге был Тип, в мультфильме — Топ.

## Роли озвучивали
| Актёр               | Роль |
| ------------------- | --- |
| Татьяна Михалевкина | Долли |
| Гелий Сысоев        | Страшила |
| Юлия Бочанова       | Глинда (Добрая Южная Фея) |
| Михаил Боярский     | Трусливый Лев |
| Вадим Гущин         | Железный Дровосек, Летучие обезьяны, Рогач (летающий диван) |
| Эра Зиганшина       | Добрая Северная Фея, Злая Ведьма Запада, Момби |
| Анатолий Петров     | Дух Стеклянного шара, некоторые из Мигунов, Волшебник Оз, голос Книги Событий, Жук-Кувыркун, подземные гномы                                                            |
| Елена Шульман       | Тотошка, тётя Эм, Королева мышей, хозяйка гостиницы «Стол и кров», Топ, Озма                                                                                            |
| Елена Соловьёва     | Генеральша Джинджер |
| Виктор Сухоруков    | Тыквоголовый Джек |
| Михаил Черняк       | Злая Ведьма Востока, некоторые из Жевунов, говорящий граммофон, страж ворот, чудовище на троне, огненный шар, доктор Пипп, деревянные козлы, Руггедо (подземный король) |
| Ян Цапник           | Некоторые из Жевунов, кот, аист, охранник замка, некоторые из Мигунов                                                                                                   |
| Надежда Шакирова    | Вокал песни «На краю Земли» |

## Съёмочная группа
| Авторы сценария          | Евгений Марков (1 и 2 серии), Михаил Бартенев (3 и 4 серии), Андрей Усачёв (3 и 4 серии) |
| Режиссёры                | Александр Макаров (1 и 2 серии), Илья Максимов (3 серия), Денис Чернов (4 серия)         |
| Художник-постановщик     | Юрий Соловьёв (1, 2 и 4 серии), Илья Мышкин (3 серия)                                    |
| Ведущий аниматор         | Михаил Мещанинов                                                                         |
| Композитор               | Валентин Васенков                                                                        |
| Звукооператор            | Владимир Голоунин                                                                        |
| Авторы персонажей        | Юрий Соловьёв, Надежда Михайлова, Ольга Лызо, Светлана Варфоломеева                      |
| Монтаж                   | Олег Беляев, Роман Смородин                                                              |
| Директора картины        | Максим Уханов, Елена Дмитриева                                                           |
| Исполнительные продюсеры | Александр Боярский, Александр Горленко (1 и 2 серии)                                     |
| Генеральные продюсеры    | Владилен Арсеньев, Сергей Сельянов                                                       |

## Видеоиздания
Мультфильм издавался компанией «Pyramid Home Video» на VHS в первых двух частях (по 2 серии на каждой из кассет) и на DVD, в котором содержались все 4 серии мультфильма.

## Награды
- Международный фестиваль детского анимационного кино «Золотая Рыбка», Москва, 2000[4];
  - диплом и специальный приз за лучший телевизионный сериал[4];
- VII-й Международный детский кинофестиваль «Артек», 2000[4];
  - диплом за наилучшее прочтение классики[4].